# Palacio presidencial Nicolau Lobato

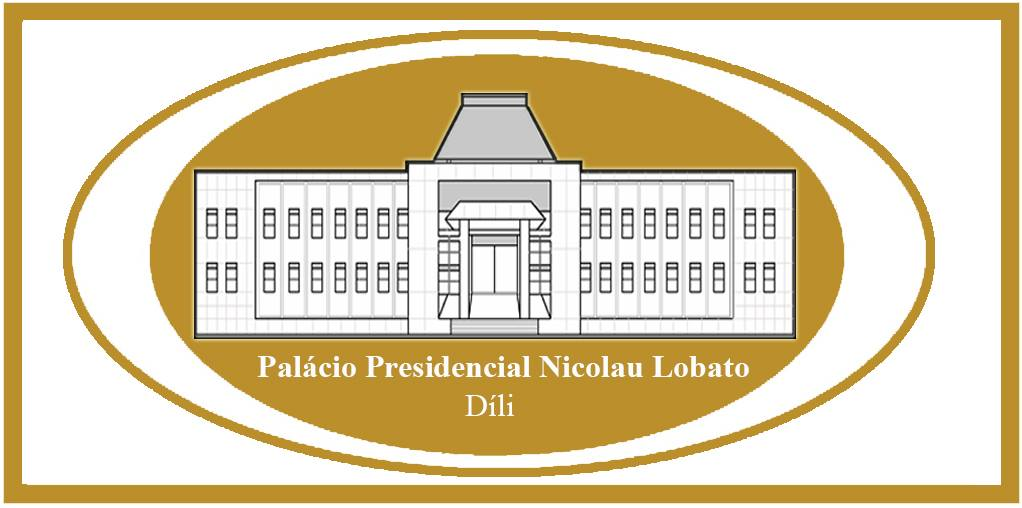
Logo.

El Palacio presidencial Nicolau Lobato (en portugués: Palácio Presidencial Nicolau Lobato) es el palacio del presidente de la República Democrática de Timor Oriental, se localiza en la avenida Mártires da Pátria, en la ciudad de Dili.

## Historia
Fue inaugurado en 2009 como una obra de los chinos para el gobierno de Timor Oriental en homenaje a Nicolau Lobato, un héroe nacional timorense. Anteriormente el presidente despachaba en el "Palácio das Cinsas".